# La Corruptrice
Pour plus de détails, voir Fiche technique et Distribution.
La Corruptrice est un téléfilm français écrit et réalisé par Bernard Stora d'après le roman éponyme de Guy des Cars paru en 1952, diffusé en 1994 sur France 2.

## Résumé
Vers 1950, dans une petite ville. Marcelle Davois, une infirmière, débarque de l’autocar qui fait la liaison avec le train de Paris. Elle est accueillie par le docteur Denys Fortier qu’elle vient seconder. Le docteur Fortier, un homme de trente-cinq ans environ, a passé quatre ans en Allemagne, en captivité. Au retour, il s’est installé dans le cabinet médical où son père exerçait autrefois, au rez-de-chaussée de la demeure familiale. Sa clientèle s’est développée, Clémentine, sa vieille gouvernante, l’aide de son mieux mais n’y suffit plus.
Le professeur Berthet, l’un des anciens professeurs de Fortier à la faculté, se consacre maintenant à la recherche contre le cancer à Villejuif. Interrogé par Fortier, il lui a chaleureusement recommandé l’une de ses infirmières qui souhaite quitter l’hôpital où elle travaille depuis dix ans.
Marcelle Davois, serrée dans le costume, la cape et le voile traditionnels de l’assistance publique, paraît sans âge, dépourvue de féminité. Son apparence inspire la crainte.
À peine arrivée, Clémentine lui manifeste son hostilité. Les patients du docteur, habitués au caractère débonnaire de Fortier, n’apprécient guère les manières rigides de la nouvelle infirmière. Pourtant, Marcelle se rend bien vite indispensable. Elle met de l’ordre, réorganise le cabinet, presse Fortier de faire l’acquisition d’un appareil radiographique, indispensable à la médecine moderne. Fortier, d’un naturel indécis, peu porté aux innovations, finit par se laisser convaincre. Il ne peut bientôt plus se passer de Marcelle. Les malades eux-mêmes commencent à apprécier sa compétence.
Un soir, en l’absence du docteur, elle est appelée au “Château” par Christianne, veuve depuis peu, riche, belle et désœuvrée. Marcelle ne sait pas encore que la guerre a séparé Fortier et Julia qui s’aimaient autrefois. Julia a épousé un autre homme qui vient de mourir dans un accident.
L’appareil radiographique connaît un grand succès dans la localité. Chacun veut y passer.
Marcelle, qui développe les clichés et fait preuve d’une capacité réelle dans leur analyse, joue un véritable rôle d’assistante auprès du docteur. Elle apprécie beaucoup cette complicité. Une parole maladroite de Fortier suffit à faire naître en elle un sentiment inconnu.
Elle est amoureuse, elle se croit aimée.
Entre-temps, Fortier et Christianne se sont retrouvés, plus passionnés encore que par le passé. Marcelle surprend leur intimité et en conçoit une intense jalousie. Elle demande, sous un prétexte, quelques jours de congés à Fortier pour se rendre à Paris. En réalité, elle désire consulter son ancien patron, le professeur Berthet, au sujet de vives douleurs qu’elle éprouve depuis quelque temps. Le diagnostic tombe, impitoyable : elle est atteinte du cancer. Le Pr Berthet lui conseille de se faire opérer. Elle refuse et préfère recourir aux services d’un médecin suisse, le docteur Tanner, qui prétend soigner le cancer par des injections de sérum.
De retour dans la petite ville, Marcelle, mue par une volonté qui la dépasse, va insidieusement semer le doute sur la véritable cause de la mort de certains patients. Une psychose du cancer naît et se développe à une vitesse foudroyante.
Christianne, impressionnée par la rumeur, se rapproche de Marcelle dont elle admire le dévouement. Elle veut tout savoir du cancer et prête à Marcelle des connaissances bien supérieures à ce qu’elles sont en réalité. Madame Boitard, la femme du notaire, fort belle et dont on murmure qu’elle a un amant, souffre d’une grosseur du sein. Marcelle la conduit habilement à se faire radiographier à l’insu du docteur, puis à subir une ponction. Incapable d’attendre le résultat de l’analyse, persuadée d’être atteinte du cancer et refusant par avance l’affreuse mutilation que représenterait pour elle l’ablation du sein, elle se suicide.
L’émotion est considérable dans la petite ville. Christianne, très affectée, tombe gravement malade.
Elle exige que Marcelle reste à son chevet. Bientôt, elle demande à Marcelle de lui faire passer une radio. Elle est certaine d’être atteinte à son tour par la terrible maladie.
Marcelle, effrayée, résiste. Rien n’y fait. Dès lors, Marcelle ne fait plus rien pour arrêter l’enchaînement diabolique. Elle substitue ses propres radiographies prises à Villejuif aux radios de Christianne. Elle se croit perdue. Marcelle la pousse à se rendre à Paris pour se faire soigner par le docteur Tanner. Christianne quitte la ville sans en informer Fortier.
Pour Marcelle, la voie est enfin libre. Dans son délire, elle s’est persuadée que Julia était le seul obstacle entre Fortier et elle. Profitant du désarroi du docteur, elle tente de le séduire.
Rejetée, elle meurt peu après. Fortier, en lisant le journal de Marcelle, découvre la vérité.
Il parvient à retrouver Christianne et à la sauver.

## Fiche technique
- Produit par Telfrance / France 2
- Production exécutive : Nelly Kafsky (Néria Productions)
- Réalisateur : Bernard Stora
- Scénario et dialogues : Bernard Stora d'après le roman de Guy des Cars
- Musique : Domino (Louis Ferrari / Jacques Plante) - Version orchestrale Paul Durand et son orchestre - Version chantée Lucienne Delyle
- 1er assistant-réalisateur : Robert Boulic
- Scripte : Laurence Lemaire
- Image : Romain Winding
- Décors : Jean-Pierre Bazerolle
- Costumes : Sylviane Combes
- Ingénieur du son : Georges Prat
- Montage : Frédéric Viger
- Directrice littéraire : Nicole Collet
- Directeur de production : Daniel Champagnon
- Direction de la fiction France 2 : Didier Decoin
- Conseiller de programme France 2 : Prune Berge
- Durée : 1h30
- Année : 1993
- Tournage du 15 novembre au 20 décembre 1993 à Meaux (Seine-et-Marne
- 1e diffusion sur France 2 : lundi 19 septembre 1994 à 20h50
- Pays :  France
- Genre : Comédie dramatique

## Distribution
- Catherine Hiegel : Marcelle
- Samuel Labarthe : Dr Fortier
- Laura Morante : Julia
- Blanchette Brunoy : Clémentine
- Stéphane Meldegg : Dr Tanner
- Brigitte Chamarande : Mme Boitard
- Nathalie Boileau : domestique
- Jean-Paul Bonnaire : chauffeur autocar
- Claude Bouchery : professeur Berthet
- Gérard Chaillou : M. Boitard
- Nathalie Jouin : la maman radio
- Véronique Kapoyan : religieuse orphelinat
- Myriam Moszko : Patiente radio
- Florence Rougé : jeune fille cabinet
- Sophie Sam : Mme Heurteloup
- Roger Trapp : gardien château

## À propos du film
Les personnages
Au centre, Marcelle Davois, l’infirmière, cette femme sacrifiée, dont les ambitions, les espoirs, les désirs n’ont jamais cessé d’être piétinés. Cette femme qui n’est qu’amour, besoin d’aider, besoin d’offrir, d’être utile et qui ne trouve aucune issue à ses élans sincères et maladroits.
Une vie contrainte, une vie de renoncements, de déceptions. Une vie qui lui laisse le sentiment qu’on n’a pas su reconnaître ses capacités, utiliser ses compétences.
Marcelle n’est pas une meurtrière dans l’âme, un monstre cynique animée par la passion de nuire. Elle agit d’instinct, poussée par la douleur d’être rejetée et endurcie par la révélation brutale de sa propre maladie. Ce sont les circonstances qui lui dictent sa conduite et ce sont ses victimes elles-mêmes — Mme Boitard puis Julia — qui la supplient d’intervenir hors de ses attributions.
Le personnage du docteur Fortier est ambigu. Un homme dont la droiture, l’honnêteté ne sauraient être mises en doute. Mais un homme faible, indécis, désespérément accroché à l’image de paix domestique et de respectabilité professionnelle héritée de ses parents. Tout ce qui n’est pas dans la norme, tout ce qui est excessif lui fait peur. Il préfère n’en rien savoir.
Lorsque Julia met en cause son attitude passive pendant la guerre, il répond : « Tu as dit quelque chose ?  Je n’ai rien entendu. ».
Lorsque Marcelle, parée comme une jeune épousée, tente de le séduire, il dit : « Je ne vous ai pas vue, je ne sais pas que vous êtes là… »
À la fin du film, il connaît un bref moment de lucidité. L’idée lui vient que peut-être tout ce qui est arrivé a été de sa faute.
« À cause de ma lâcheté, de mon désir naïf de bien faire, de ma peur enfantine de ne pas être aimé… »  dira-t-il. Mais bien vite, il se reprend et balaie le doute, préférant marteler comme une incantation sa certitude d’un bonheur sans nuage avec Julia.
Julia, elle, évolue au cours de l’histoire. Personnage léger, capricieux, peu assurée de ses choix, consciente du vide de sa propre vie, elle va acquérir peu à peu une gravité, une exigence nouvelle.
Le moindre des paradoxes n’est pas que ce soit Marcelle qui lui serve de modèle et la fasse progresser.
Victime de Marcelle, en grand danger, elle se métamorphose sous nos yeux et dans la plus totale ignorance des enjeux réels, trouve la sérénité qui lui faisait défaut.